# Zacharie le Rhéteur

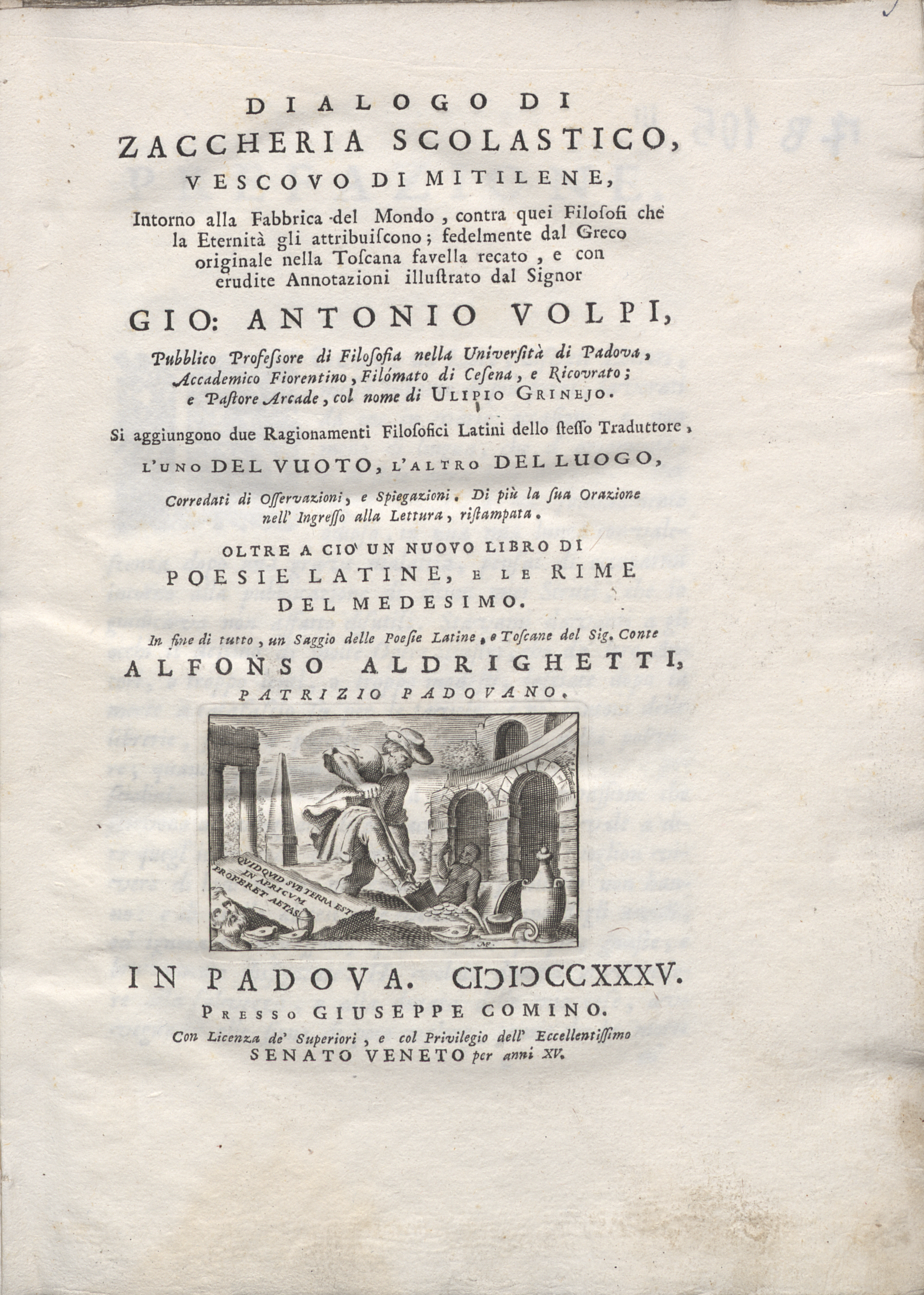
Ammonius

Zacharie le Rhéteur, appelé également Zacharie le Scholastique et Zacharie de Mytilène, est un évêque, historien, philosophe, juriste et écrivain religieux de langue grecque ayant vécu à la fin du Ve et au début du VIe siècle.

## Biographie
Né à Maïouma, le port de Gaza, dans le dernier tiers du Ve siècle ou vers 465 selon les sources, il fréquente l’école de Gaza, qui s’attache par un travail d’ampleur à réaliser la synthèse entre la culture classique et le christianisme. La région de Gaza est, sous l’égide de Pierre l'Ibère, un foyer de miaphysisme qui s’oppose donc à l’orthodoxie chalcédonienne. Il rejoint son frère Stéphanos à Alexandrie vers 485 pour y faire des études de rhétorique. Il participe à une expédition contre un sanctuaire secret d’adeptes du polythéisme disciples d’Horapollon. C'est là qu'il se lie d'amitié avec son contemporain Sévère de Sozopolis, encore non-baptisé.
Il étudie ensuite le droit en sa compagnie à Béryte vers 487-490. Appartenant à une famille chrétienne et très pieux, il initie au christianisme le futur patriarche d'Antioche, qui était encore païen, et mène avec lui une vie austère parmi des ascètes monophysites originaires de la région de Gaza. Zacharie suit les cours de Léontios.
Mais des problèmes familiaux[réf. nécessaire] l'amènent à quitter la Palestine pour Constantinople, où il exerce comme avocat (scholastikos). Il se ménage des appuis et devient assesseur du comte du patrimoine. Après 518 et l’accession au trône de Justin Ier, qui applique une ferme politique chalcédonienne, il renonce au monophysisme et soutient par ses écrits la position impériale. Devenu évêque de Mytilène (Lesbos) vers 527, il siège en qualité d’archevêque autocéphale au synode qui se tint à  Constantinople en mai 536. Ce synode, tenu sous la présidence du patriarche de Constantinople Mennas, consacre la victoire des chalcédoniens et condamne Sévère et ses partisans, bien que Zacharie ne signe pas la condamnation de son ami. Il choisit ainsi une position médiane.
Zacharie mourut sûrement avant 553, année du second concile de Constantinople, puisqu'à cette date, l'évêque de Mytilène s'appelait Palladius.
La fratrie de Procope de Gaza est composée de Victor, Philippe et Zacharie, et excepté le premier, ils exercent au sein de la cour à Constantinople. Du fait de son nom et de son origine, des historiens supposent que Zacharie le scolastique est son frère. Cette théorie est réfutée par d'autres savants au motif d'une chronologie incompatible mais surtout au fait que Zacharie ne mentionne pas Procope dans ses écrits alors qu'il parle de sa famille ; inversement, son frère Stéphanos n'est pas du tout évoqué par Procope.

## Œuvres
Zacharie a rédigé une Histoire ecclésiastique couvrant la période qui va de 451 à 491 (c'est-à-dire du concile de Chalcédoine à la mort de l'empereur Zénon) au début des années 500, où il manifeste des positions opposées au concile de Chalcédoine. Elle a servi de matériau à celle d'Évagre le Scholastique, mais l'original grec ne nous est pas parvenu. Traduite en syriaque, elle a été utilisée dans une chronique plus vaste due à un anonyme de la fin du VIe siècle qu'on appelle, par commodité, le « Pseudo-Zacharie le Rhéteur ». Sur les douze livres que compte l'ouvrage, les livres III à VI sont empruntés à l’Histoire ecclésiastique de Zacharie, dont le compilateur nous a conservé la préface, laquelle nous apprend que l'ouvrage visait à satisfaire la demande d'un certain Eupraxios, haut fonctionnaire du palais impérial. Or on sait par la Vie de Sévère que ce personnage était décédé à l'époque où Zacharie a composé celle-ci (512). L'Histoire ecclésiastique est donc antérieure à cette date.
L'œuvre la plus originale de Zacharie est sa biographie de  son ami Sévère. Écrite juste après l'avènement de ce dernier au patriarcat d'Antioche (512), elle vise à défendre l'évêque contre les attaques dont il faisait l'objet, d'avoir été dans sa jeunesse un païen convaincu et de pratiquer magie et sorcellerie. La Vie de Sévère constitue un document important sur la vie des étudiants dans les villes universitaires d'Alexandrie et de Beyrouth à la fin du Ve siècle, en particulier sur les conflits entre chrétiens et païens. Comme les autres écrits de Zacharie à tonalité non-orthodoxe, elle ne subsiste qu’en syriaque. On possède par ailleurs de Zacharie une biographie d'Isaïe de Gaza (qui n'est conservée qu'en syriaque) ; celle de Pierre l'Ibère se réduit à quelques lignes.
En grec, nous sont parvenus un dialogue où il met en scène Ammonius : Ammonios ou traité sur la création du monde et deux écrits contre le manichéisme (Sept chapitres contre les manichéens et Réfutation).

## Référence aux éditions
- CPG 6995-7001.